# Zawoja
Zawoja è un comune rurale polacco del distretto di Sucha, nel voivodato della Piccola Polonia.
Ricopre una superficie di 128,8 km² e nel 2004 contava 8 815 abitanti.
Il comune ospita la direzione del Parco Nazionale Babia Góra, uno dei 23 parchi nazionali della Polonia.